# Geronimo's Cadillac
Singles de Modern Talking
Atlantis Is Calling (S.O.S. for Love)
(1986) Give Me Peace on Earth
(1986)
Clip vidéo
[vidéo] « Geronimo's Cadillac », sur YouTube
Geronimo's Cadillac est une chanson du duo allemand Modern Talking incluse dans leur quatrième album studio, In the Middle of Nowhere, paru le 10 novembre 1986.
Le 6 octobre 1986, cinq semaines avant la sortie de l'album, la chanson a été publiée en single. C'est le premier single de cet album.
La chanson a atteint la 3e place en Allemagne.